# Чагарниця чорнохвоста
Чагарни́ця чорнохвоста (Trochalopteron variegatum) — вид горобцеподібних птахів родини Leiothrichidae. Мешкає в Гімалаях.

## Опис
Довжина птаха становить 24-26 см, вага 57-79 г. Забарвлення переважно оливково-охристе. Крила сіруваті, поцятковані чорними і жовтими плямками. Лоб рудуватий, обличчя чорнувате, горло чорне. На горлі жовтувато-білі плями. Хвіст чорний з білим кінчиком, з боків жовтуватий. На хвості широка чорна смуга. Живіт рудуватий.

## Підвиди
Виділяють три підвиди:
- T. v. nuristani (Paludan, 1959) — північно-східний Афганістан і північно-західний Пакистан;
- T. v. simile Hume, 1871 — північний Пакистан і північна Індія;
- T. v. variegatum (Vigors, 1831) — північна Індія, Непал, південний Тибет.

## Поширення і екологія
Чорнохвості чагарниці живуть у вологих гірських тропічних лісах і високогірних чагарникових заростях. Зустрічаються на висоті від 1800 до 4200 м над рівнем моря, взимку мігрують в долини. Під час сезону розмноження зустрічаються парами, а в негніздовий період — зграями до 20 птахів. Живляться комахами, ягодами і насінням, шукають їжу на землі та в чагарниках. Сезон розмноження триває з квітня по серпень.